# Herbert Eisenreich
 (juin 2018).
Si vous disposez d'ouvrages ou d'articles de référence ou si vous connaissez des sites web de qualité traitant du thème abordé ici, merci de compléter l'article en donnant les références utiles à sa vérifiabilité et en les liant à la section « Notes et références ».
Herbert Eisenreich (né le 7 février 1925 à Linz et mort le 6 juin 1986 à Vienne) était un écrivain autrichien.